# Peñuelas El Cienegal
Peñuelas El Cienegal es una localidad del estado mexicano de Aguascalientes. Es parte del municipio de Aguascalientes.

## Demografía
| Gráfica de evolución demográfica |
|                                  |

| Censo | Población |
| ----- | --------- |
| 1940  | 99        |
| 1950  | 234       |
| 1960  | 322       |
| 1970  | 437       |
| 1980  | 693       |
| 1990  | 979       |
| 2000  | 1 287     |
| 2010  | 1 670     |
| 2020  | 1 753     |